# Holandia na Letniej Uniwersjadzie 2007
Holandię na Letniej Uniwersjadzie w Bangkoku reprezentowało  zawodników. Holendrzy zdobyli jeden brązowy medal.

## Medale

### Brąz
- Joyce Van Baaren - taekwondo, kategoria poniżej 63 kg